# 海龙街道 (广州市)
海龙街道，是中华人民共和国广东省广州市荔湾区下辖的一个乡镇级行政单位。

## 行政区划
海龙街道下辖以下地区：
增滘社区、海北社区和龙溪社区。

## 交通

### 地铁
- █广佛线：龙溪站